# Брандвахта (сторожевой корабль)

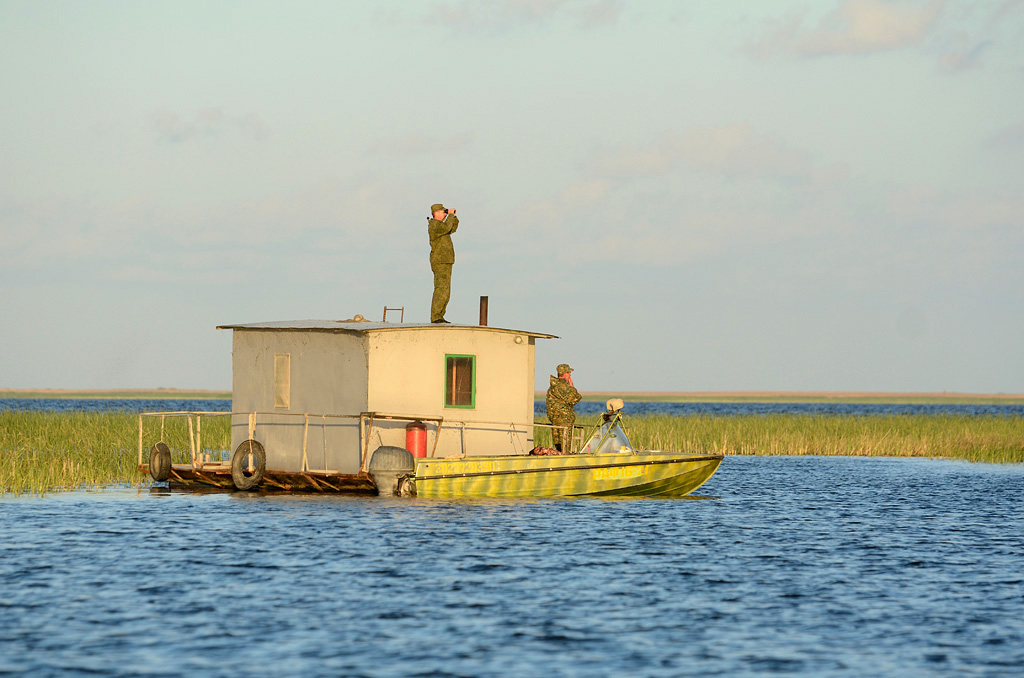
Брандвахта в Астраханском заповеднике

Брандвахта (или брантвахта) — военный сторожевой корабль, несущий караул в акватории порта. 
Вплоть до начала XX века с брандвахты посылали осматривать торговые суда, приходящие в порт и отходящие из него. Согласно «Энциклопедическому словарю Брокгауза и Ефрона», такой осмотр «делался во избежание заразы, контрабанды, беглых и всяких беспорядков, которые может внести судно в порт». 
Проходя мимо брандвахты, всякое купеческое судно было обязано остановиться для осмотра и прописки, без чего оно не могло ни войти, ни выйти из порта. За несоблюдение этого правила судно платило значительный штраф. 
Помимо этого брандвахта была обязана оказывать купеческим судам всякую помощь (экстренную или лоцманскую). 
Все военные порты Российской империи имели брандвахты; из гражданских же портов только основные. 
Брандвахты Русского императорского флота, для отличия от других судов, держали днём на фор-брам-стеньге синий треугольный флаг, а ночью — спец. фонарь. 
В российском флоте в качестве брандвахтенных судов использовались суда различных классов, однако в XVIII веке для нужд Беломорской флотилии на Соломбальской верфи были построены 2 специальных брандвахтенных судна «Преподобный Зосим» и «Полярная Звезда». Эти суда несли брандвахтенную службу в Архангельске.